# Alleinarbeitsplatz
Alleinarbeitsplätze (auch: Einzelarbeitsplätze) sind Arbeitsplätze, an denen eine Person allein, außerhalb von Ruf- und Sichtweite von anderen Personen, arbeitet. Relativ häufig treten nach dieser Definition kurzzeitige Alleinarbeiten auf. Alleinarbeitsplätze sind nicht grundsätzlich verboten, jedoch existieren in vielen Ländern Vorschriften, Regeln oder Empfehlungen wie Arbeitgeber mit Alleinarbeit, oder auch „gefährlicher Alleinarbeit“ umzugehen haben, bzw. umgehen sollen.

## Regelungen in Deutschland
Im Deutschen Arbeitsschutzgesetz kommt das Wort „Alleinarbeit“ gar nicht vor, es steht lediglich im § 5, dass „die Beschäftigten mit ihrer Arbeit verbundenen Gefährdung zu ermitteln“ sei, also eine Gefährdungsbeurteilung zu erfolgen habe.
Die Deutsche Gesetzliche Unfallversicherung (DGUV) hingegen gibt hier mehr Klarheit. In der DGUV Vorschrift 1 Grundsätze der Prävention steht im §8, dass Arbeitgeber für Personen die gefährliche Arbeiten alleine ausführen, für „geeignete technische oder organisatorische Personenschutzmaßnahmen“ zu sorgen haben. Im §25 Abs. 1 wird gefordert, dass „durch Meldeeinrichtungen oder organisatorische Maßnahmen“ unverzüglich notwendige Hilfe herbeigerufen werden kann. Es gibt hier keine Ausnahme für Alleinarbeitende.
In der DGUV Regel 100-001 Grundsätze der Prävention (gleicher Titel wie die oben erwähnte Vorschrift 1), wird dann ganz genau definiert was Alleinarbeit eigentlich ist: „Alleinarbeit liegt vor, wenn eine Person allein, außerhalb von Ruf- und Sichtweite zu anderen Personen, Arbeiten ausführt.“ Es wird auch ausgeführt, dass „gefährliche Alleinarbeit“ nur ausnahmsweise, wenn aus betrieblichen Gegebenheiten notwendig, ausgeführt werden soll.
In DGUV Information 212-139 Notrufmöglichkeiten für allein arbeitende Personen wird schließlich ergänzend erläutert, wie gefährliche Arbeiten klassifiziert werden können und letztlich in drei Kategorien eingeteilt werden können.
- „normale“ Alleinarbeit bei der als geeignete Meldeeinrichtung beispielsweise ein Festnetztelefon als ausreichend angesehen wird
- „gefährliche“ Alleinarbeit mit erhöhter Gefährdung bei der beispielsweise ein Mobiltelefon oder eine PNA-11 gemäß VDE V 0825-11:2023-02 Überwachungsanlagen – Drahtlose Personen-Notsignal-Anlagen für Alleinarbeiten[4] gefordert wird
- „gefährliche“ Alleinarbeit mit kritischer Gefährdung bei der Alleinarbeit aber noch zulässig ist. Hier wird eine PNA gemäß VDE V 0825-1:2019-09 Überwachungsanlagen – Drahtlose Personen-Notsignal-Anlagen für gefährliche Alleinarbeiten[5] gefordert, und nur unter Umständen ist eine PNA-11 gemäß VDE V 0825-11[4] ausreichend. Jedenfalls aber sind Hilfsmaßnahmen (z. B. Erstversorgung) binnen 15 Minuten zu gewährleisten.

Es gibt auch gefährliche" Alleinarbeit mit kritischer Gefährdung bei der Alleinarbeit nicht mehr zulässig ist und daher eine zweite Person gefordert wird. Es ist dann aber keine Alleinarbeit mehr. Die DGUV Information 212-139 gibt auch viele Beispiele an die Hand, welche Tätigkeiten typisch in welche Gefährdungsstufe fallen, das macht in der Praxis das Leben der Unternehmer deutlich leichter.

## Regelungen in Österreich
Im Österreichischen ArbeitnehmerInnenschutzgesetz wird im § 61 Abs. 6 die Alleinarbeit kurz erwähnt. Es steht dort, dass „... an abgelegenen Arbeitsplätzen ein Arbeitnehmer nur allein beschäftigt werden darf, wenn eine wirksame Überwachung sichergestellt ist.“
Anders als in Deutschland hat die Österreichische Allgemeine Unfallversicherungsanstalt (AUVA) keine eigenen Vorschriften für Alleinarbeit, sondern verweist auf die Österreichische Arbeitsinspektion.
Das Arbeitsinspektorat stellt eine detaillierte Broschüre mit den sicherheitstechnischen Grundlagen für Alleinarbeit zur Verfügung. Hier wird bei Alleinarbeit zwischen zwei Arten von Alleinarbeitsplätzen unterschieden:
- Abgelegene Arbeitsplätze mit geringen Gefahren, wie z. B. Büroarbeit oder
- Arbeitsplätze mit erhöhter Unfallgefahr bei denen – bezogen auf die spezifische Gefahr – nur zeitlich verzögerte Hilfeleistung möglich ist

Für verschiedene Tätigkeiten wird auf konkretere Regelungen verwiesen die in einer eigenen Broschüre genau aufgelistet sind. Die Broschüre beinhaltet eine sehr ausführliche Sammlung konkreter gesetzlicher Vorschriften, aber auch sehr viele hilfreiche Beispiele detailliert beschrieben.